# Обикновено диференциално уравнение
Обикновено диференциално уравнение (ОДУ) е диференциално уравнение, съдържащо една или повече функции на независима променлива и производните на тези функции.Уравнение от вида {\displaystyle F(x,y,y^{'},...,y^{(n)})=0}, където {\displaystyle x} е независима променлива, {\displaystyle y} е неизвестна функция, а {\displaystyle y^{'},...,y^{(n)}} са нейните производни до ред {\displaystyle n}, се нарича обикновено диференциално уравнение (ОДУ) от {\displaystyle n}-ти ред. Определението „обикновено“ се използва в контраст с термина частно диференциално уравнение, което може да се решава спрямо повече от една независима променлива.

## Хомогенни диференциални уравнения
Важна роля в приложните научни дисциплини играят диференциалните уравнения от типа:
{\displaystyle {a_{0}{{d^{n}y} \over {dx^{n}}}}+a_{1}{{d^{n-1}y} \over {dx^{n-1}}}+...+a_{n-1}{{dy} \over dx}+a_{n}.y=b},
където {\displaystyle a} и {\displaystyle b} могат да са функции на {\displaystyle x} или константи.
За удобство при решаването на това интегрално уравнение {\displaystyle n}-тата производна спрямо {\displaystyle x} се обозначава с {\displaystyle D^{n}}.
Ползвайки този оператор {\displaystyle D} горното диференциално уравнение може да се запише като:
{\displaystyle {a_{0}D^{n}y+a_{1}D^{n-1}y+...+a_{n-1}Dy+a_{n}y=b}.}
Ако {\displaystyle b=0}, горното линейно диференциално уравнение се нарича хомогенно. Ако {\displaystyle b\neq 0}, уравнението се нарича нехомогенно.

### Решение на хомогенни диференциални уравнения от втори ред
{\displaystyle a{{d^{2}y} \over {dx^{2}}}+b{{dy} \over {dx}}+cy=0}
При решението на диференциални уравнения от втори и по-висок ред ползваме оператора D – имащ значение на диференциране спрямо х.
Да поясним какво е значението на този оператор:
{\displaystyle Dy=dy/dx}
{\displaystyle (D+1)y=dy/dx+y}
{\displaystyle (D-2)(D+1)y=(D-2)(dy/dx+y)=d^{2}y/dx^{2}+dy/dx-2dy/dx-2y=D^{2}y-Dy-2y}
{\displaystyle (D-2)(D+1)y=(D^{2}-D-2)y}
Забележете че {\displaystyle D} има смисъл на математическа операция, а не на променлива, и че с {\displaystyle D} можем да извършваме прости математически операции като събиране, изваждане и умножение. Тук няма да доказваме свойствата на този оператор. Чрез използването на този оператор решението на диференциалното уравнение се свежда до намиране на първа производна на функция и до събиране със същата функция.
Диференциалното уравнение от втори ред добива следния вид:
{\displaystyle aD^{2}y+bDy+cy=0} =>{\displaystyle (aD^{2}+bD+c)y=0.}
Решаваме горното квадратно уравнение и получаваме:
{\displaystyle \mathbf {a(D-y_{1})(D-y_{2})y=0} .}
Полагаме
{\displaystyle z=(D-y_{2})y}, където {\displaystyle (D-y_{2})y} е функция на х.
Тогава цялото диференциално уравнение се свежда до:
{\displaystyle (D-y_{1})z=0}
{\displaystyle {dz \over dx}-y_{1}.z=0}
Това уравнение се решава лесно чрез разделяне на променливите:
{\displaystyle {dz \over dx}=y_{1}.z}
{\displaystyle {dz \over z}-y_{1}.dx=0}
{\displaystyle ln{z \over C_{1}}=y_{1}.x}
{\displaystyle z=C_{1}.e^{y_{1}.x}}
Заместваме полученият резултат за z в
{\displaystyle (D-y_{2})y=C_{1}.e^{y_{1}.x}}
Това е линейно диференциално уравнение от първи ред.
{\displaystyle dy-y_{2}.y.dx=C_{1}.e^{y_{1}.x}.dx}
{\displaystyle y'-y_{2}.y=C_{1}.e^{y_{1}.x}}
{\displaystyle (y.e^{-y_{2}.x})'=y'e^{-y_{2}.x}-y.e^{-y_{2}.x}.y_{2}=e^{-y_{2}.x}.(y'-y_{2}.y)}
{\displaystyle y'-y_{2}.y=(y.e^{-y_{2}.x})'.e^{y_{2}.x}=C_{1}.e^{y_{1}.x}}
{\displaystyle (y.e^{-y_{2}.x})'=C_{1}.e^{y_{1}.x}.e^{-y_{2}.x}=C_{1}.e^{(y_{1}-y_{2}).x}}
интегрираме и получаваме следното решение:
{\displaystyle y.e^{-y_{2}.x}=\int C_{1}.e^{(y_{1}-y_{2}).x}dx+C_{2}}
Преобразуваме:
{\displaystyle y=e^{y_{2}.x}.\int C_{1}.e^{(y_{1}-y_{2}).x}dx+C_{2}.e^{y_{2}.x}{}}
Когато {\displaystyle y_{1}} и {\displaystyle y_{2}} са реални числа, решението за функцията {\displaystyle y} е:
{\displaystyle y=c_{1}e^{y_{1}.x}+c_{2}.e^{y_{2}.x}}